# San Juan (La Paz)
San Juan é um município de Honduras, localizado no departamento de La Paz.